# سندهولت
یوتبری
سندهولت (به سوئدی: Sandhult) یک منطقهٔ مسکونی در سوئد است که در بخش بوروس شهرستان وسترا یوتلاند قرار دارد. سندهولت ۰٫۵۵ کیلومتر مربع مساحت و ۶۰۸ نفر جمعیت دارد.

## افراد مشهور متولد سندهولت
- کارولینا کلیفت[۲]
- افرادی از این منطقه و بولبیگد بین سال‌های ۱۸۰۴ و ۱۸۸۳ تعداد زیادی از کلیساهای شهر یوتبری و اسکارا را ساخته‌اند.[۳]